# 프랜시스 아널드
프랜시스 해밀턴 아널드(영어: Frances Hamilton Arnold, 1956년 7월 25일 ~ )는 미국의 화학공학자이다. 2018년에 단백질 효소 유도 진화에 업적을 남긴 공로로 그레고리 윈터, 조지 P. 스미스와 함께 노벨 화학상을 수상했다.
2021년 1월부터 조 바이든 대통령의 직속 과학기술자문위원회(PCAST) 외부 공동의장을 맡고 있다.

## 어린 시절
조세핀 인만(Josephine Inman)과 핵물리학자인 윌리엄 하워드 아널드의 딸이자 미국 육군 중장인 윌리엄 하워드 아널드의 손녀이다. 자신에게는 오빠 빌과 세 명의 남동생인 에드워드, 데이비드, 토마스가 있었다. 피츠버그 교외의 에지우드와 피츠버그의 쉐이드사이드 및 스크워얼 힐에서 자랐으며 1974년에 테일러 앨더다이스 고등학교를 졸업했다. 고등학생 때 베트남 전쟁에 항의하기 위해 워싱턴 D.C.로 히치하이킹을 했고 현지 재즈 클럽에서 칵테일 웨이트리스와 택시 운전사로 일하면서 혼자 근근이 살았다.
아널드는 어린 시절 및 10대 시절에 살던 집을 떠나게 된 것과 같은 독립심 때문에 학교를 자주 결석하고 동시에 성적도 낮았다. 그럼에도 불구하고 표준화된 시험에서 거의 만점에 가까운 점수를 받았고 아버지의 모교인 프린스턴 대학교에 진학하기로 결심했다. 기계공학 전공으로 지원해서 합격했는데 노벨상 인터뷰에서 언급했듯이 자신이 공학을 선택하게 된 동기는 “기계 공학이 당시 프린스턴 대학교에 입학하는 가장 쉬운 선택이자 제일 쉬운 방법이었고 난 절대 떠나지 않았다”라고 말했다.
1979년 프린스턴 대학교에서 기계 및 항공우주공학 학사 학위를 취득하고 태양에너지 연구에 중점을 두었다. 전공에 필요한 과목 외에도 경제학을 비롯해 러시아어, 이탈리아어 수업을 들었고 국제 문제에 관한 고급 학위를 받는 것을 고려해서 외교관이나 CEO가 되는 것을 꿈꿨었다. 2학년 후 프린스턴 대학교에서 1년을 휴학하고 이탈리아로 건너가 원자로 부품을 만드는 공장에서 일한 다음 학업을 마치기 위해 돌아왔다. 프린스턴에 돌아온 후 로버트 H. 소콜로가 이끄는 과학자 및 엔지니어 그룹인 에너지 및 환경 연구 센터에서 공부하기 시작했으며 이것은 이후 연구의 초점이 될 주제인 지속 가능한 에너지원을 개발하기 위해 노력했다.
1979년 프린스턴 대학교를 졸업한 후 대한민국과 브라질, 콜로라도의 태양에너지연구소에서 엔지니어로 일했다. 이 연구소에서 외딴 지역의 태양에너지 시설을 설계하는 데 참여했으며 유엔(UN) 포지션 페이퍼 작성을 도왔다. 이후 캘리포니아 대학교 버클리에 입학하여 1985년에 화학공학 박사 학위를 받았고 생화학에 대한 깊은 관심을 갖게 됐다. 하비 워런 블랜치(Harvey Warren Blanch)의 연구실에서 수행된 자신의 논문 작업은 친화성 크로마토그래피 기술을 조사했다. 아널드는 화학공학 박사 학위를 취득하기 전에는 화학에 대한 배경 지식이 전무했다. 박사 과정 첫 해에 UC 버클리의 대학원 위원회는 자신에게 학부 화학 과정을 이수할 것을 요구했다.

## 경력

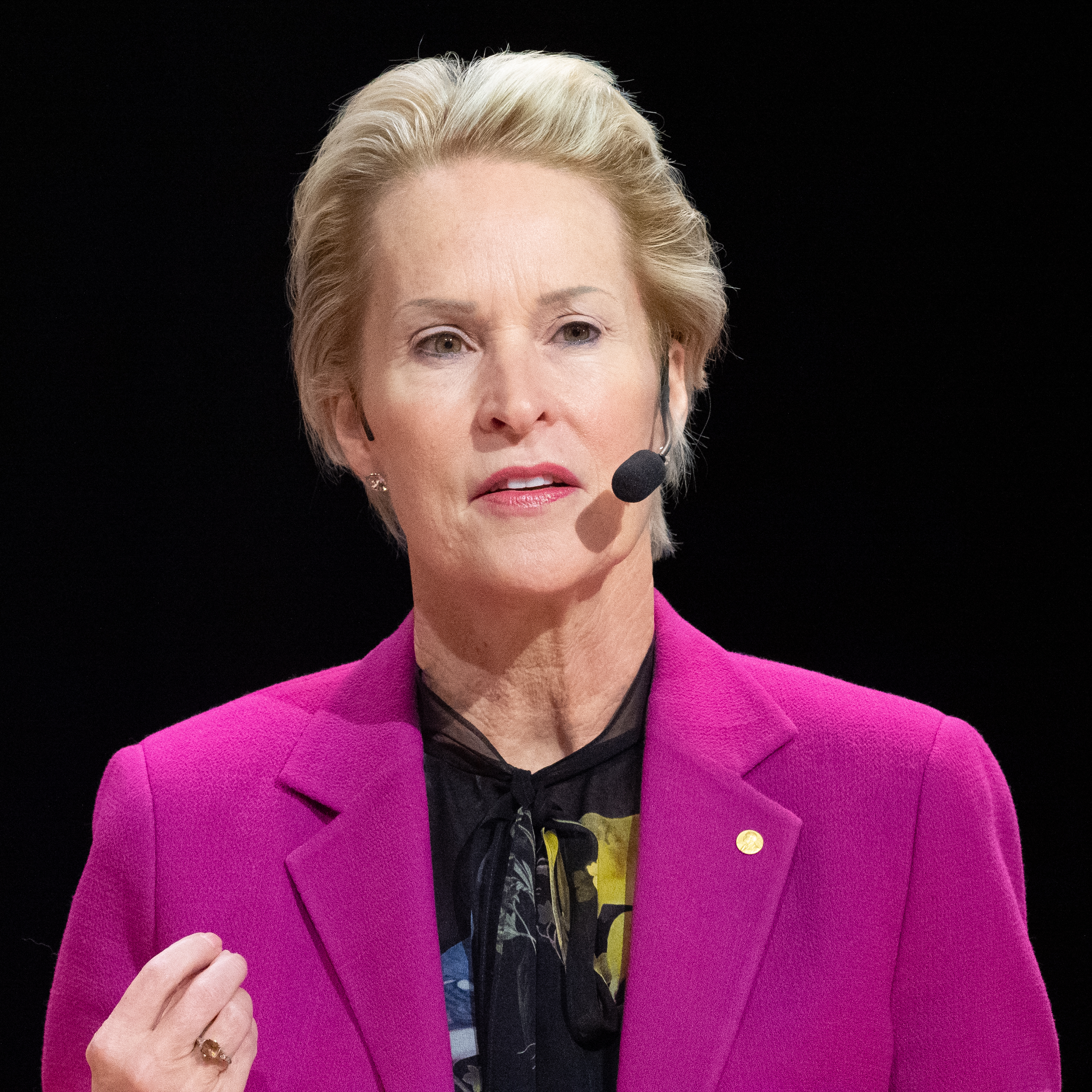
노벨상 수상 기념 강연에서(2018년 12월, 스웨덴 스톡홀름)

박사 학위를 취득한 후 UC 버클리에서 생물물리화학으로 박사후 연구를 마쳤다. 1986년에 캘리포니아 공과대학교에 방문 연구원으로 합류했다. 1986년에 조교수, 1992년에 부교수, 1996년에 정교수로 승진했다. 2000년에 딕 앤드 바버라 디킨슨 화학 공학, 생명 공학 및 생화학 교수로 임명되었으며 현재 직책은 리누스 폴링 화학 교수이다. 2017년 공학, 생명공학 및 생화학, 2013년에는 캘리포니아 공과대학교의 돈나 앤드 벤저민 M. 로센 생명공학 센터의 이사로 임명되었다.
1995년부터 2000년까지 산타페 연구소의 과학 위원회에서 근무했는데 자신은 바이오 에너지 연구 센터의 자문위원회 위원이었다. 아널드는 패커드 펠로십스 과학 및 공학 자문 패널의 의장을 맡고 있다. 킹 압둘라 과학기술대학교(KAUST)의 대통령 자문위원회에서 근무했다. 엘리자베스 여왕 공학상 심사위원을 역임했으며 미국국립과학원의 Science & Entertainment Exchange와 협력하여 할리우드 시나리오 작가들이 과학 주제를 정확하게 묘사하도록 도움을 주는 역할을 했다.
2000년에 분자생물학, 유전학 및 생명공학의 기초를 생명과학과 산업의 이익에 통합하기 위해 미국공학한림원의 회원으로 선출되었다.
아널드는 40개 이상의 미국 특허에 대한 공동 발명가이다. 2005년에 재생 가능한 자원으로 연료와 화학 물질을 만드는 회사인 지보를 공동 설립했다. 2013년에 이전 학생인 피터 메인홀드(Peter Meinhold)와 페드로 코엘호(Pedro Coelho)와 함께 살충제에 대한 대안을 연구하기 위해 프로비비(Provivi)라는 회사를 공동 설립했다. 더 나아가 2016년부터 유전체학 회사인 일루미나(Illumina Inc.)의 기업 이사회에 있었다.
2019년에 알파벳의 이사회에 임명돼 아널드는 구글 모회사의 세 번째 여성 이사가 되었다.
2021년 1월, 조 바이든 대통령의 직속 과학기술자문위원회(PCAST)의 외부 공동의장으로 지명되었다. 바이든의 전환 팀과 협력하여 행정부에서 역할을 수행할 과학자를 식별하는 데 도움을 주고 있다. 아널드는 이제 자신의 주요 업무가 PCAST의 추가 구성원을 선택하는 것을 돕고 그룹을 위한 과학적 의제를 설정하는 작업에 착수하는 것이라고 말한다. 이 부분에 대해 다음과 같이 말했다.
우리는 과학에 대한 미국 국민의 신뢰를 다시 확립해야 한다. PCAST가 유익한 역할을 할 수 있다고 생각한다.

### 연구
아널드는 향상된/또는 새로운 기능을 가진 효소(화학 반응을 촉매하거나 가속화하는 생화학 분자 - 종종 단백질 -)를 생성하기 위해 유도 진화의 사용을 개척한 것으로 알려져 있다. 유도 진화 전략은 기능이 개선된 단백질에 대한 반복적인 돌연변이 유발 및 스크리닝을 포함하며 효소, 대사경로, 유전자 조절 네트워크 및 유기체를 포함한 유용한 생물학적 시스템을 만드는 데 사용되었다. 자연에서 자연 선택에 의한 진화는 생물학적 작업을 수행하는 데 적합한 단백질(효소 포함)로 이어질 수 있지만 자연 선택은 기존 서열 변이(돌연변이)에만 작용할 수 있으며 일반적으로 장기간에 걸쳐 발생한다. 아널드는 기본 단백질 서열에 돌연변이를 도입하여 프로세스 속도를 높인다. 그런 다음 이러한 돌연변이의 효과를 테스트한다. 돌연변이가 단백질의 기능을 향상시키는 경우 그녀는 프로세스를 계속 반복하여 최적화할 수 있다. 이 전략은 다양한 응용을 위해 단백질을 설계하는 데 사용될 수 있기 때문에 광범위한 의미를 갖는다. 예를 들어, 아널드는 환경에 덜 해를 끼치면서 재생 가능한 연료와 제약 화합물을 생산하는 데 사용할 수 있는 효소를 설계하기 위해 유도 진화를 사용했다.
유도 진화의 한 가지 장점은 돌연변이가 완전히 무작위일 필요가 없다는 것이다. 대신, 그들은 미개척 잠재력을 발견할 만큼 충분히 무작위적일 수 있지만 비효율적일 정도로 무작위적이지는 않는다. 가능한 돌연변이 조합의 수는 천문학적이지만 가능한 한 많은 것을 무작위로 테스트하는 대신 그녀는 생화학 지식을 통합하여 옵션을 좁히고 가능성이 가장 높은 단백질 영역에 돌연변이를 도입하는 데 중점을 둔다. 활동에 긍정적인 영향을 미치고 돌연변이가 기껏해야 중립적이고 최악의 경우 유해할 가능성이 있는 영역(예: 적절한 단백질 접힘 방해)을 피한다.
아널드는 효소의 최적화에 유도 진화를 적용했다(이 일을 수행한 최초의 사람은 아니다. 예를 들어 배리 홀 참조). 1993년에 발표된 중요한 작업에서 이 방법을 사용하여 매우 부자연스러운 환경인 유기 용매 DMF에서 활성인 서브틸리신 E 버전을 조작했다. 오류 가능성이 있는(error-prone) PCR을 통해 박테리아에 의해 발현되는 효소 유전자의 돌연변이 유발을 4번 연속적으로 사용하여 작업을 수행했다. 각 라운드 이후 효소의 가수분해 능력을 검사했다.

## 수상 경력
- 2011년 : 찰스 스타크 드레이퍼상
- 2013년 : 미국 국가기술상
- 2016년 : 밀레니엄 기술상
- 2018년 : 노벨 화학상